# Renée Green
Renée Green, nacida en 1959, es una artista, escritora y cineasta estadounidense. Su práctica artística abarca una amplia gama de medios, que incluyen escultura, arquitectura, fotografía, impresión, video, películas, sitios web y sonido, que generalmente presenta en las instalaciones.

## Biografía
Estudió arte en la universidad de Wesleyan, e hizo un año de estudios intermedios en la Escuela de Artes Visuales en Nueva York. Renée Green también tomó cursos de edición en la universidad de Harvard, Cambridge, MA. En 1989, participó en el Programa de estudios Independientes (ISP) del Museo Whitney de Arte Americano. Derrick Green, cantante de la banda de metal Sepultura es su hermano.Su tesis de final de carrera titulada Discurso sobre el arte de la música afro-americana es un
“análisis textual de la crítica, escrito por críticos negros y blancos desde los años 1920 y los años 1960.” 
Su participación en la catalogación de la colección de Sol LeWitt, legada al Wadsworth Atheneumne, fue una gran influencia en su trabajo posterior. Renée Green escribe los artículos del catálogo de Adrian Piper y de Lawrence Weiner.
Renée Green es profesora en PUSO.

## Trabajo artístico
La obra de Renée Green adopta la forma de instalaciones complejas en las que se examinan las ideas, los acontecimientos históricos y las narraciones, así como los objetos culturales, desde varias perspectivas. El investigador Alexander Alberro explica que el trabajo de Renée Green no es realmente didáctico, sino una invitación a participar en la construcción del conocimiento, así como a cambiar la percepción :

Green da constantemente al espectador un papel central en el proceso de deconstrucción del discurso genealógico, asumiendo la posición de sujeto. De hecho, una característica que se encuentra en sus instalaciones es la producción de entornos interactivos que ponen al espectador en el papel de un participante igualitario en la construcción del significado.
Referencia vacía (ayuda)..

## Publicaciones
- Other Planees of There: Selected Writings, éd. Duke University Press Books, 2014,
- Renee Green: Endless Dreams and Time-Based Streams, coécrit con Ligó Gangitano y Ros Gray, éd. Yerba Buena Center for the Artes, 2011,
- Cierto Miscellanies: Some Documentos, éd.  Llamada Foundation, 1997,
- Sombras #<prn> Señales. Shadows and Signals, éd. Fundación Tàpies, 2000[6]
- Some Condiciones for Independent Study: The Whitney Program ases ha Thought Oasis oro Weathered Bastion. In: educación, Información, Entertainment. Ute Meta Bauer, ed. Vienna: Selene; Instituto für Gegenwartskunst, 2001
- No Guru, no Method, no Máster: Zur Methode und Zukunft der Lehre“ Texto zur Kunst (Colonia), no. 53 (March 2004): 140-143

### Artículos
- Renacida Green, artículo de Mostafa Heddaya para la revista Arte in America, 2016,[7]
- Renacida Green’s Other Planees of There, artículo de Thom Donovan para Bomb Revista, 2015[8]
- Renee Green's constelación of personal momentos, artículo de Sharon Mizota para Los Ángeles Times, 2015[9]
- Retrato. Renacida Green, artículo de Fabienne Dumont para la revista Crítica de Arte, 2010[10]
- Renacida Green : tácticos de la historia, artículo de Giovanna Zapperi para la revista Multitudes, No 34, 2008,[11]
- Arte in Review; Renee Green, artículo de Martha Schwendener para Nueva York Times, 2007[12]

### Ensayos
- Nicole Schweizer, Renee Green: Ongoing Becomings1989-2009, éd. Jrp Ringier, 2009[13]

## Premios y becas
En 2010 Green logra un premio de los United States Artists.
- artista en residencia, DAAD Grant, Berlín(1993-1994)

- artista en residencia, Artes Internacionales Grant, Lisboa(1992)

- The Fabric Workshop with Mid- Atlantic States Grant (1992)

- Nueva Jersey State Council on the Artes, grant recipient (1991-1992/ 1987-1988)

- Nueva York State Council on the Artes, Harlem School of the Artes (1989-1990)

- Geraldine Dodge Foundation, gran recipient(vía Jersey City Museum) (1988)

- Bronx Museum of the Artes (1985-1986)